# ياسبير ارفيدسون
ياسبير ارفيدسون (بالسويدية: Jesper Arvidsson)‏ (1 يناير 1985 بيوتنا في السويد - ) هو لاعب كرة قدم سويدي في مركز الدفاع. شارك مع منتخب السويد تحت 21 سنة لكرة القدم. أما مع النوادي، فقد لعب مع أتفدابيرجس ونادي إلفسبورغ ونادي فوليرينغا ونادي يورغوردينس.

## روابط خارجية
- ياسبير ارفيدسون على موقع اتحاد السويد (السويدية)
- ياسبير ارفيدسون على موقع قاعدة بيانات كرة القدم.إي يو (الإنجليزية)
- ياسبير ارفيدسون على موقع Soccerway.com (الإنجليزية)
- ياسبير ارفيدسون على موقع عالم كرة القدم.نت (الإنجليزية)